# Vergnügende Flammen, verdoppelt die Macht, BWV Anh. 212
Vergnügende Flammen, verdoppelt die Macht, BWV Anh. 212 (Flama festiva, duplica el poder) és una cantata perduda de Bach, per al casament de Christoph Georg Winckler i Caroline Wilhelmine Jöcher, estrenada a Leipzig el 26 de juliol de 1729. El text és de Picander i la música s'ha perdut, si bé hi ha el nom de Bach en una versió descoberta fa poc.